# 302 г. пр.н.е.
302 (триста и втора) година преди новата ера (пр.н.е.) е година от доюлианския (Помпилийски) римски календар.

## Събития

### В Гърция
- Антигон I Монофталм и синът му Деметрий I Полиоркет основават наново Коринтския съюз като средство, което се надяват да използват срещу македонския цар Касандър.[1]
- Касандър става част от коалиция насочена срещу Антигонидите, която включва Лизимах, Селевк I Никатор и Птолемей I.[1]
- Пир е изгонен от Епир.[2]

### В Римската република
- Консули са Марк Ливий Дентер и Марк Емилий Павел.
- Въстание избухнало в Арециум е потушено.[3]
- Римляните сключват съюз с вестините.[3]
- Римска армия прогонва спартанеца Клеоним от Южна Италия.[3]
- В Рим е осветен храм на богинята Салус.[3]

## Починали
- Главкия, цар от племето тавланти